# Saint-Priest-Ligoure
Saint-Priest-Ligoure é uma comuna francesa na região administrativa da Nova Aquitânia, no departamento de Alto Vienne. Estende-se por uma área de 41,13 km². Em 2010 a comuna tinha 679 habitantes (densidade: 16,5 hab./km²).